# Nicotina (Film)
Der mexikanische Film Nicotina ist eine schwarze Komödie in Form eines Episodenfilms.

## Handlung
Eine heiße Nacht in Mexiko-Stadt: Der junge Computerhacker Lolo hat die Codes von Schweizer Bankkonten geknackt und will sie mit seinen Kumpels Nene und Tomson an Russen verkaufen. Bevor seine Freunde, debattierend über die Schädlichkeit von Zigaretten, vorbeikommen, um die CD mit den Daten abzuholen, entfernt er noch in der Wohnung seiner Nachbarin eine Spinne vom Objektiv der dort heimlich installierten Kamera. Durch seine Unvorsichtigkeit kommt es dabei zu diversen Komplikationen, was schlussendlich dazu führt, dass die Nachbarin ihn als ihren Spanner entlarvt, wütend in seine Wohnung eindringt und ein Chaos anrichtet, wodurch die CDs durcheinandergeraten. Bevor er die Möglichkeit erhält, die Umstände zu erklären, kommen seine Kumpels vorbei, um ihn abzuholen. Lolo schnappt sich schnell die CD, von der er denkt, es wäre die richtige, und sie fahren zum mit den Russen vereinbarten Treffpunkt.
Dort wird festgestellt, dass die CD die falsche ist. Die Russen denken nun, man wolle sie betrügen, während Nene denkt, die Russen würden eine Kopie der CD anfertigen, um so, ohne zu bezahlen, an die Daten zu kommen. Ein Russe wird erschossen, der andere russische Mafioso flieht angeschossen mit den Diamanten, die als Bezahlung vereinbart waren. Bei der Verfolgungsjagd wird wiederum Nene angeschossen.
Der Mafioso flüchtet sich in einen Friseursalon, beobachtet von Lolo, und führt dort noch ein kurzes Telefonat, in dem er erwähnt, er habe die Diamanten im Bauch versteckt. Kurz darauf verstirbt er und die Friseurin kommt auf die Idee, die Diamanten zu suchen.
Während Tomson weiterhin den Russen sucht, versucht Nene in einer kleinen Apotheke ärztliche Versorgung durch die Kassiererin zu erhalten, die sich jedoch fortwährend mit ihrem Mann, dem Besitzer der Apotheke, streitet, der durch seinen Versuch mit dem Rauchen aufzuhören unter Stress steht. Dabei beobachtet Nene, wie die Situation zwischen den beiden fast eskaliert.
Im Friseursalon kommt nun der Polizist Sanchez zu seinem Termin. Der Friseur erzählt ihm, der Mafioso sei eingeschlafen. Als Sanchez bemerkt, dass der Mafioso Blut verliert, erschießt die Friseurin ihn kurzerhand mit der Pistole des Russen. Sie verlangt nun von ihrem Mann mit vorgehaltener Waffe, den Bauch des Russen aufzuschneiden, da sie annimmt, dieser habe die Diamanten verschluckt. Ihr Mann weigert sich aber, also nimmt sie die Sache selbst in die Hand.
Nachdem die Apotheke einen Besuch von einem Polizisten erhalten hat, der den Apothekenbesitzer kennt, kommt Tomson vorbei um nach Nene zu sehen. Dabei wird er vom Apotheker erschossen, der wiederum von Nene erschossen wird. Folgend hört Nene seine „Mailbox“ ab, auf die Lolo den Aufenthaltsort des Mafiosos gesprochen hat. Nene begibt sich zum Friseursalon, wo die Friseurin eifrig in den Eingeweiden des Russen nach den Diamanten sucht. Nene betritt den Friseursalon und findet die Puppe, in deren Bauch sich die Diamanten wirklich befinden und flieht. Dabei wird er von der Friseurin abermals angeschossen, die darauf ihren Mann zur Verfolgung losschickt. Der Friseur lässt jedoch ab, als Nene auf offener Straße tot zusammenbricht. Lolo, der die ganze Szenerie mitverfolgte, nimmt die Puppe an sich und geht in seine Wohnung zurück. Die Friseurin wird in der Zeit von Polizisten aufgefunden und verhaftet.
Lolo setzt Wasser auf, allerdings entweicht davon ein wenig und löscht die Flamme des Gasherds. Anschließend lässt er seine Nachbarin auffliegen, indem er ihrem Liebhaber in ihrem Namen eine Nachricht zukommen lässt, er möge sich zu ihr begeben. Hier kommt es zu einem lautstarken Aufeinandertreffen mit Andrea, die gerade mit ihrem Lebensgefährten Sex hat. Anschließend möchte Lolo sich eine Zigarette anzünden, jedoch explodiert dabei die Wohnung aufgrund des ausgetretenen Gases.
Die Kassiererin schiebt ihrem Mann die Schuld an seinem Tod zu, da er sich selbst durch seinen Zigarettenentzug unmöglich gemacht hat; der Friseur überlässt seine Frau ihrem Schicksal.

## Kritik
„Von skurrilen Figuren und absurden Situationen getragene, pechschwarze Krimi-Komödie, die dank amüsanter Dialoge, liebevoller Genre-Zitate, einer stringenten Inszenierung und einem spielfreudigen Ensemble geschickt die Balance zwischen Spannung und makabrer Unterhaltung hält.“

„Hugo Rodriguez’ Gangster-Thriller-Komödie 'Nicotina' ist ein kleiner, atmosphärischer, größtenteils erfrischender Film, der durch seine guten Darsteller und ein paar feine Momente überzeugt, der aber das Potenzial zu mehr gehabt hätte. Leider trüben einige Überzogenheiten sowie ein paar logische Fehler den Gesamteindruck.“

## Auszeichnungen
Der Film war bei den mexikanischen Ariel Awards 2004 erfolgreich. Er gewann in den Kategorien Bester Schauspieler (Rafael Inclán), Beste Schauspielerin (Rosa María Bianchi), Bestes Originaldrehbuch, Bester Ton und Bester Nebendarsteller (Daniel Giménez Cacho). Zudem war er in den Kategorien Bester Nebendarsteller (Jorge Zárate), Beste Schauspielerin (Carmen Madrid), Beste Ausstattung, Beste Kamera, Bestes Kostümdesign und Bestes Make-Up nominiert.